# 廖志奎
廖志奎，辽宁辽阳人，是一名清朝政治人物。贡生出身。
廖志奎曾于1649年接替张廷琦任华亭县知县一职，1651年由周世昌接任。